# Moša Pijade
Moša Pijade (cyrillique : Мoшa Пиjaдe), né le 4 janvier 1890 à Belgrade (Royaume de Serbie) et mort le 15 mars 1957 à Paris (France), était un homme politique yougoslave d'origine serbe. Proche collaborateur de Josip Broz Tito, il a exercé des fonctions dirigeantes sous le régime communiste yougoslave. Il était également membre de l'Académie serbe des sciences et des arts.

## Biographie
Issu d'une famille juive séfarade, Moša Pijade est dans sa jeunesse peintre, critique d'art et journaliste. Il traduit en serbo-croate Le Capital de Karl Marx et joue un rôle non négligeable dans la diffusion de l'idéologie communiste sous la monarchie yougoslave dans l'entre-deux-guerres. Membre du Parti communiste de Yougoslavie interdit en décembre 1920, il est arrêté en 1925 pour activités « révolutionnaires » et condamné à 20 ans de prison. Il est libéré en 1939, puis à nouveau arrêté en 1941.
Libéré après l'invasion de la Yougoslavie, il rejoint les Partisans, le mouvement de résistance communiste dirigé par Tito. Il est l'un des responsables de l'insurrection contre les occupants italiens au Monténégro occupé durant l'été 1941 : les communistes mènent alors des campagnes de terreur et les exécutions sommaires contre les opposants et les récalcitrants, ce qui dresse une partie de la population locale contre eux et permet à leurs adversaires italiens et tchetniks de les chasser du Monténégro dans les mois qui suivent.
En novembre 1943, lors de la seconde session du Conseil antifasciste de libération nationale de Yougoslavie, il co-rédige, avec le Slovène Edvard Kardelj, la déclaration adoptée par les délégués et  annonçant un projet de fédération yougoslave. Il crée à la même époque l'agence d'informations Tanjug, qui prend en charge la communication des Partisans puis devient après-guerre celle l'agence officielle du gouvernement yougoslave. Sa participation à la guerre de résistance lui vaut d'être décoré de l'Ordre du Héros national.
Membre du comité central et du bureau politique de la Ligue des communistes de Yougoslavie, il occupe divers postes après-guerre sous le régime de Tito. Il est, de 1948 à 1953, l'un des six vice-présidents du Presidium du parlement, puis président du Parlement fédéral à partir de 1954. En 1948, il convainc Tito d'autoriser plusieurs milliers de Juifs yougoslaves à émigrer en Israël.
Peu après une visite diplomatique à Londres, il meurt à Paris durant une étape de son voyage de retour. Il est enterré au tombeau des Héros nationaux de Kalemegdan.